# إعلانات مايكروسوفت
إعلانات مايكروسوفت (بالإنجليزية: Microsoft Advertising) (سابقًا Bing Ads و Microsoft adCenter و MSN adCenter) هي خدمة توفر للمعلنين وضع إعلانات على الإنترنت بطريقة الدفع لكل نقرة على كل من محرك بحث بينغ وياهو! . اعتبارًا من يونيو 2015، استحوذت Bing Ads على حصة سوقية تبلغ 33٪ في الولايات المتحدة.

## التاريخ
كانت مايكروسوفت آخر محركات البحث «الثلاثة الكبار» (والتي تتضمن أيضًا جوجل وياهو!) التي طورت نظامها الخاص لتقديم إعلانات الدفع مقابل النقرة (PPC). حتى بداية عام 2006، تم توفير جميع الإعلانات المعروضة على محرك بحث إم إس إن بواسطة Overture (ولاحقًا ياهو!). جمعت إم إس إن جزءًا من عائدات الإعلانات مقابل عرض إعلانات ياهو! على محرك البحث الخاص بها.
مع نمو التسويق عبر شبكة البحث، بدأت مايكروسوفت في تطوير نظامها الإعلاني الخاص (MSN adCenter)، لتوفر للمعلنين إعلانات الدفع مقابل النقرة (PPC) مباشرةً بدون وسطاء، ومع دخول النظام تدريجيًا أظهر بحث إم إس إن (الآن بينغ) إعلانات ياهو! وإعلانات adCenter مجتمعة في نتائج البحث. قاد طارق نجم، وهو سيكون لاحقا المدير العام لقسم إم إس إن في مايكروسوفت، جهود مايكروسوفتلإنشاء AdCenter. وفي يونيو 2006، انتهت صلاحية العقد بين ياهو! ومايكروسوفت وبدأت مايكروسوفت بعرض إعلانات adCenter فقط حتى عام 2010.
في تشرين الثاني (نوفمبر) 2006، استحوذت مايكروسوفت على DeepMetrix وهي شركة تقع في جاتينو، كندا، وهي شركة أنشأت برنامج تحليل بيانات الإنترنت، بعد الاستحواذ قامت مايكروسوفت ببناء منتج جديد هو adCenter Analytics على أساس التكنولوجيا المكتسبة من شركة DeepMetrix، وفي أكتوبر 2007، تم إصدار الإصدار التجريبي من مشروع مايكروسوفت جاتينو لعدد محدود من المشاركين.
في مايو 2007، وافقت مايكروسوفت على شراء الشركة الأم لحلول التسويق الرقمي، aQuantive ، مقابل 6 مليارات دولار تقريبًا. وقامت مايكروسوفت لاحقًا بإعادة بيع Atlas ، وهي كانت شركة تابعة لـ aQuantive، إلى فيسبوك في عام 2013.
استحوذت مايكروسوفت على عدة شركات منها ScreenTonic في 3 مايو 2007،  وعلى AdECN في 26 يوليو 2007،  وعلى YaData في 27 فبراير 2008 ودمجت تقنياتها في مركز الإعلانات الخاص بها (adCenter).
في 23 فبراير 2009، تم إنشاء مجلس قيادة الناشرين تحت مظلة إعلانات مايكروسوفت (Microsoft Advertising)، وقد كان المجلس مسؤولاً عن تقديم منصة الإعلان للجيل القادم لناشري الوسائط الرقمية مما أدى إلى تشكيل Microsoft pubCenter.
وفي كانون الثاني (يناير) 2010، أعلنت شركة مايكروسوفت عن صفقة ستتولى فيها التشغيل الوظيفي لمحرك بحث ياهو! ، وقم بإنشاء مشروع مشترك لتوفير منصة الإعلانات على كل من محركات بحث ياهو! وبينغ وهي معروفة باسم Microsoft Search Alliance، تم الانتقال الكامل لجميع المعلنين على ياهو! لمنصة Microsoft adCenter في أكتوبر 2010.
في 10 سبتمبر 2012، تمت تسمية adCenter بـ Bing Ads ، وتمت إعادة تسمية Search Alliance إلى (Yahoo! Bing Network).
وفي أبريل 2015، تم تعديل الشراكة مع ياهو! ؛ سيتعين على محرك بحث ياهو إظهار نتائج إعلانات بينغ فقط في «غالبية» عمليات البحث للأجهزة المكتبية، وتُرك للشركة «تحسين تجربة البحث» بشكل غير حصري على كل من الأجهزة المكتبية والجوال. بالإضافة إلى ذلك، ستتولى مايكروسوفت دور البائع الحصري للإعلانات المقدمة من خلال بينغ؛ أما ياهو! ستبيع إعلاناتها الخاصة من خلال منصتها الخاصة الجديدة (Gemini).
في 29 يونيو 2015، أعلنت شركة AOL عن صفقة وشراكة للاستحواذ على غالبية أعمال مبيعات الإعلانات لشركة مايكروسوفت، وبموجب الاتفاقية، ستتولى إيه أو إل بيع الإعلانات الصورية وإعلانات الأجهزة المحمولة على منصات مايكروسوفت المختلفة في تسع دول، بما في ذلك البرازيل وكندا والولايات المتحدة والمملكة المتحدة، وسيتم نقل ما يصل إلى 12,00 موظف ممن لهم علاقة بالعمل من مايكروسوفت إلى AOL، وفي المقابل ستعمل خصائص إيه أو إل بمحرك بحث بينغ بدلا من غوغل، وستعرض إعلانات بينغ التي تبيعها مايكروسوفت.
في مايو 2018، قامت إعلانات بينغ (Bing Ads) بإصدار أدوات إنتاجية وموفرة للوقت للمستخدمين الذين يديرون حملاتهم عبر محرر إعلانات بينغ.
وفي 30 أبريل 2019، تم تسمية (Bing Ads) بـ إعلانات مايكروسوفت (Microsoft Ads).

## تقنية
على غرار إعلانات جوجل تستعمل إعلانات مايكروسوفت كل من الحد الأعلى للمبلغ بالنسبة للمعلنين المستعدين لـدفعه عن كل نقرة (PPC) على إعلاناتهم وأيضا نسبة النقر للظهور (CTR) لتحديد عدد المرات التي يظهر الإعلان في الصفحات، ويشجع هذا النظام المعلنين على كتابة إعلانات فعالة والإعلان فقط في كلمات البحث ذات الصلة بإعلانهم.
يسمح برنامج إعلانات مايكروسوفت للمعلنين بأن تكون إعلاناتهم مستهدفة عن طريق قصر إعلاناتهم على مجموعة معينة من الخصائص الديمغرافية ويتم زيادة تكلفة الإعلان كلما شاهد الإعلان شخص من فئة سكانية معينة قد إستهدفوها (مثل أن يحدد المعلن أن يظهر إعلانه لفئة النساء في البلد الفلاني والمدينة الفلانية). في نوفمبر 2006، لم توجد شركة إعلانات PPC أخرى لديها ميزة مشابهة (اليوم أغلب الشركات الإعلانية توفر هذه الميزة). ويسمح برنامج إعلانات مايكروسوفت للمعلنين بعرض إعلاناتهم في أيام معينة من الأسبوع أو في ساعات معينة من اليوم.
على غرار محرر إعلانات غوغل، توفر إعلانات مايكروسوفت أداة مكتبية لإدارة الحملات في وضع عدم الاتصال، تسمى Microsoft Ads Editor، وبإستخدام هذا المحرر، يمكنك إجراء تغييرات دون اتصال بحملاتك ومزامنتها لاحقًا عبر الإنترنت.
توفر إعلانات مايكروسوفت أيضًا واجهات برمجة التطبيقات التي يمكن استخدامها لإدارة الحملات الإعلانية.

## روابط خارجية
- الموقع الرسمي
- محرر إعلانات مايكروسوفت